# Living in a Box
Living in a Box was een Britse popband uit de tweede helft van de jaren 80 van de 20e eeuw. Ze zijn het meest bekend om hun debuutsingle, ook Living in a Box getiteld.

## De band
De band ontstond in 1985 in Sheffield na het ontbinden van de band Typhoon Saturday. Het duurde twee jaar voor de band commercieel succes kreeg. De single Living in a Box van het gelijknamige debuutalbum haalde de top 10 in onder andere thuisland het Verenigd Koninkrijk, de Verenigde Staten en Nederland, waar de plaat op maandag 4 mei 1987 AVRO's Radio en TV-Tip was op Radio 3 en een radiohit werd. De plaat bereikte de 10e positie in de Nederlandse Top 40 en de 18e positie in de Nationale Hitparade Top 100. In België bereikte de plaat de 20e positie in de Vlaamse Ultratop 50.
Het album bracht nog enkele bescheiden hits in het thuisland voort. Het tweede album, Gatecrashing uit 1989, leverde nog twee top 10-hits: Blow the House Down (in het VK en Nederland) en Room in Your Heart (in het VK en Nederland).
Wegens artistieke meningsverschillen en omdat label Chrysalis Records overgenomen werd door EMI, besloot de band in 1990 om te stoppen. Richard Darbyshire bleef actief in de muziekwereld als zanger (met twee albums met matig commercieel succes) en songwriter (voor onder andere Lisa Stansfield en Jennifer Rush).
Hoewel de band niet tot de succesvolste jaren 80 bands behoort, is het Living in a Box toch gelukt enkele beroemde namen te strikken voor een cameo. Zo zong soullegende Bobby Womack mee op de single So The Story Goes en speelde Queengitarist Brian May mee op Blow The House Down.

## Discografie

### Albums
| Titel           | Jaar van uitgave | Hoogste positie | Hoogste positie | Hoogste positie |
| Titel           | Jaar van uitgave | VK              | VS              | NL              |
| --------------- | ---------------- | --------------- | --------------- | --------------- |
| Living in a Box | 1987             | 25              |                 | 36              |
| Gatecrashing    | 1989             | 21              |                 | 61              |

### Singles
| Titel               | Jaar van uitgave | Hoogste positie | Hoogste positie | Hoogste positie |
| Titel               | Jaar van uitgave | VK              | VS              | NL              |
| ------------------- | ---------------- | --------------- | --------------- | --------------- |
| Living in a Box     | 1987             | 5               | 17              | 10              |
| Scales of Justice   | 1987             | 30              |                 |                 |
| So The Story Goes   | 1987             | 34              | 81              |                 |
| Love Is the Art     | 1988             | 45              |                 |                 |
| Blow the House Down | 1989             | 10              |                 | 11              |
| Gatecrashing        | 1989             | 36              |                 |                 |
| Room in Your Heart  | 1989             | 5               |                 | 10              |
| Different Air       | 1989             | 57              |                 |                 |
| Bed Of Roses        | 1989             |                 |                 |                 |